# Iuka (Illinois)
Iuka est un village du comté de Marion dans l'Illinois, aux États-Unis,. Situé à l'est du comté, il est incorporé le 29 juillet 1882.

## Démographie
Lors du recensement de 2010, le village comptait une population de 489 habitants. Elle est estimée, en 2016, à 467 habitants.

### Source de la traduction
- (en) Cet article est partiellement ou en totalité issu de l’article de Wikipédia en anglais intitulé « Iuka, Illinois » (voir la liste des auteurs).